# Замок Шахенштайн (Штирія)
Замок Шахенштайн (Штирія) (нім. Burg Schachenstein) знаходиться в ярмарковому містечку Терл (нім. Thörl) округу Брук-Мюрццушлаг землі Штирія Австрії.

## Історія
Шахенштайн був останнім замком у Штирії, спорудженим на вершині гори. Тут не було резиденції жодного володаря, командувач замку не мав підвладних слуг. Незважаючи на тривалу турецьку загрозу, повстання, замок жодного разу не захоплювали. В першу чергу замок використовувався для проживання монахів Абатством святого Ламбрехта. Він розміщувався у вузькому місці над торговою дорогою, де були укріплені ворота. Майже прямовисна з трьох сторін скеля робила його неприступним. Замок повинен був заблокувати дорогу в разі угорсько-турецького нападу, дати захист населенню.
Ще 1103 року настоятель абацтва св. Ламбрехта Йоган Шахнер фон Ламбрехт хотів закласти літню резиденцію імператора, який однак бажав спорудити її на Шахенштайні. Будівництво розпочали лише 1471 року. Найдені пічні кахлі з гербом Габсбургів, здавалось, підтверджують наявність тут імператорських кімнат. Перший підписаний у замку документ походить з 22 червня 1478, а 22 квітня 1479 було освячено замкову каплицю, коли будівництво очевидно завершили. Замок декілька разів продавали у XVI ст., а через зрослу турецьку загрозу командир замку і зброяр Зебальд І фон Пегель (нім. Sebald I von Pögel) 1526 його розбудував, встановивши фонтан. Згодом укріплення замку посилювали 1630 і 1740 роках. невідомо, коли розпочався його занепад. На гравюрі 1681 року Георга М. Фішера він зображений без дахів, з потрісканими мурами. З кінця XVIII ст. він остаточно втратив своє значення, дахи і його імовірно покинули всі мешканці. З 1950-х розпочались роботи по консервації мурів. Замок перебуває у приватній власності і використовується для різноманітних заходів, зокрема виступів групи реконструкторів-ландскнехтів "Schachensteine". проводяться незначні реставраційні роботи.

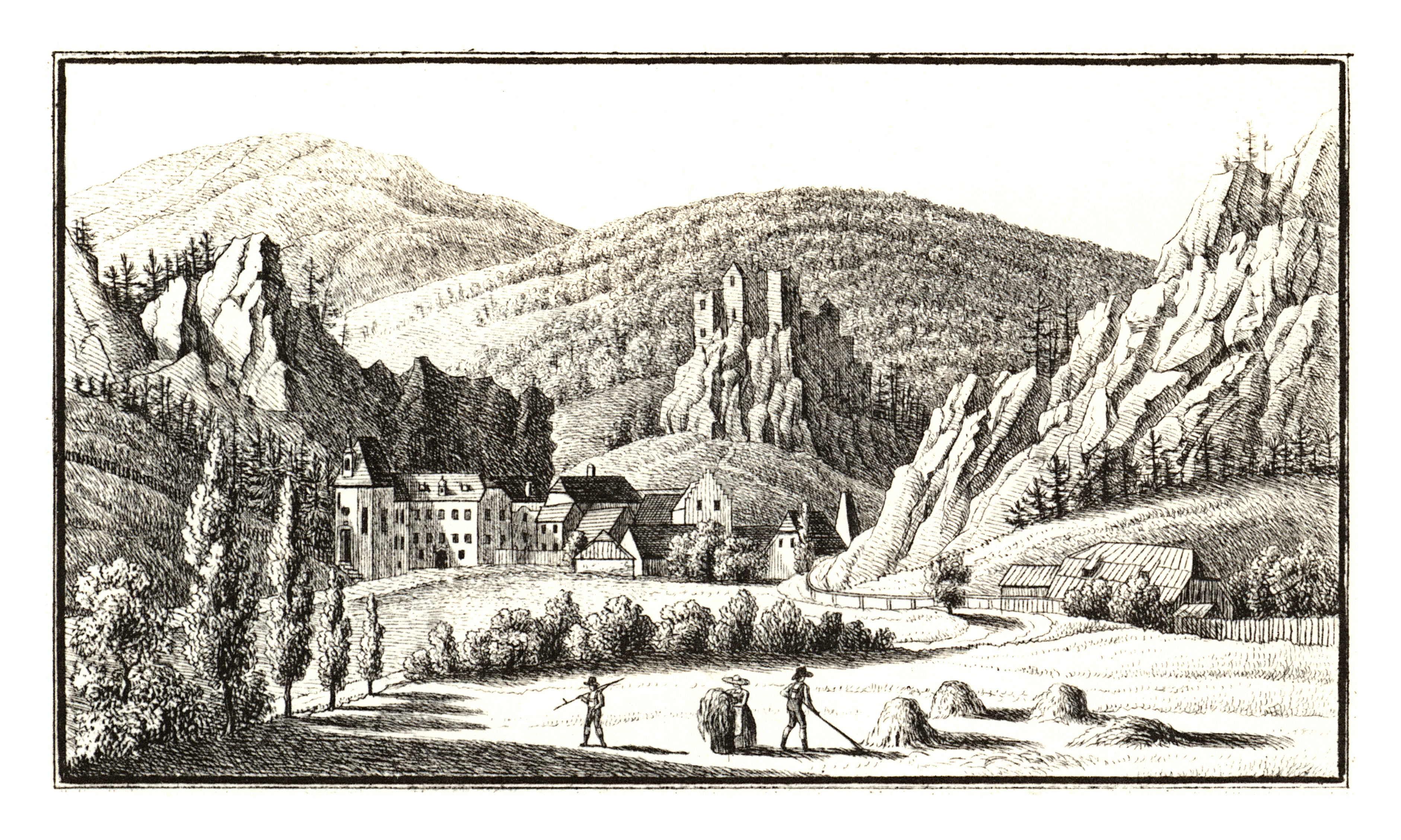
Замок. Худ. Й. Ф. Кайзер. 1830

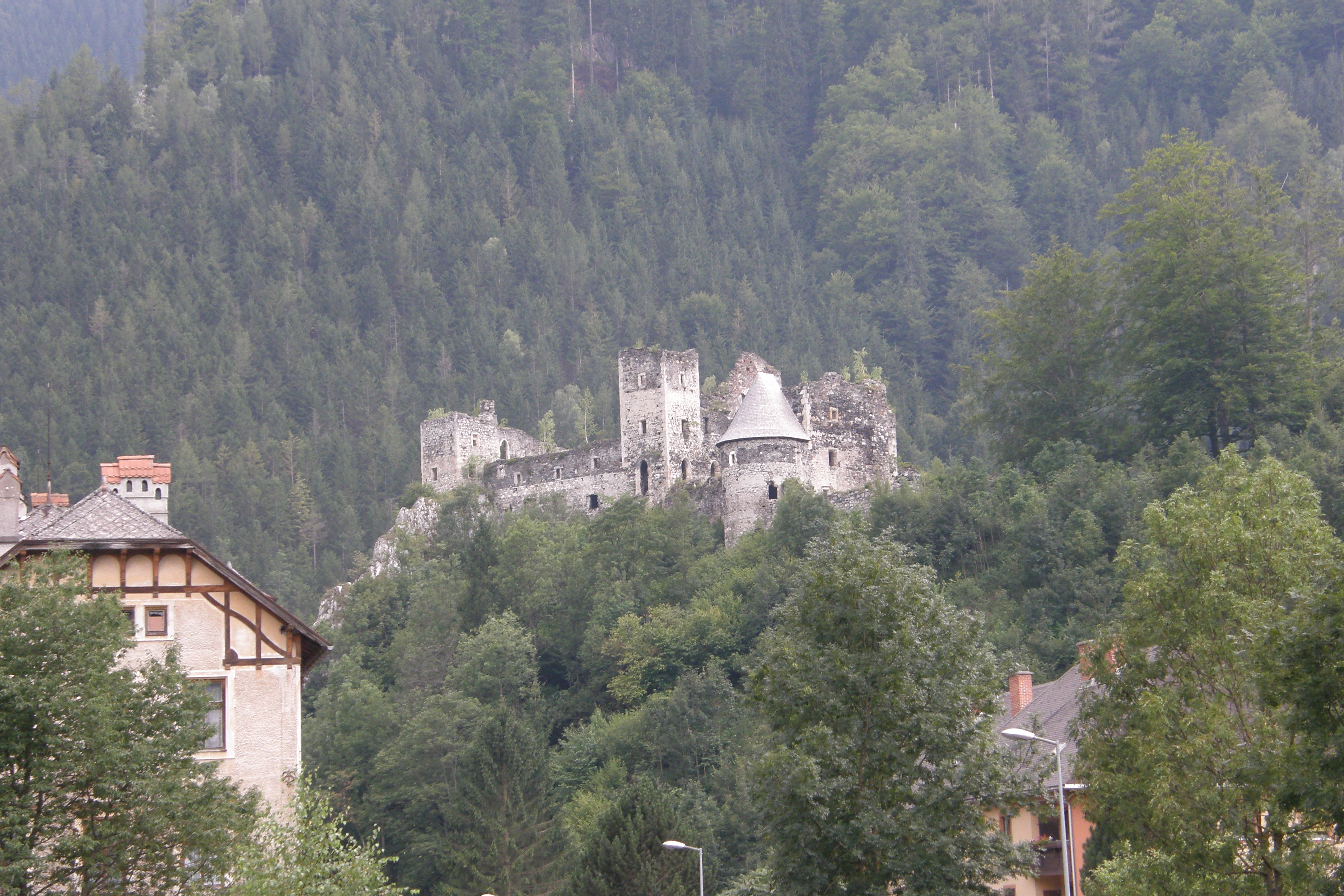
Замок з північного-сходу